# Maya de Vesque
Maya de Vesque, folkbokförd Marianne Héléne Birgitta Ebert, född 4 februari 1960 i Hedvig Eleonora församling i Stockholm, är en svensk sångsolist (koloratursopran), främst känd för sin ledande roll i Orkester Chesty Morgan från orkesterns grundande.

## Biografi
de Vesque inledde sin karriär som dansare efter att ha gått Balettakademien, men skolade sig på Operastudio 67 och började sedermera framträda i klassiska konserter och föreställningar. de Vesque har studerat för bland andra Kerstin Meyer, Berle Rosenberg, Adalberto Tonini och Helena Tydén. Hon är specialiserad på europeisk 1900-talsmusik, främst fransk med exempelvis tolkningar av Édith Piaf, men även italiensk, rysk och romsk musik med mera. År 2010 bildade de Vesque det experimentella goth-bandet defiXions tillsammans med Anders Karlsmark, och bandets debutalbum släpptes år 2012.
På senare år har Orkesterföreningen Chesty Morgan arbetat med operaproduktion. Senaste projekt har varit uppsättningen av Mozarts kortopera Teaterdirektören som framfördes hösten 2018 på Olympiateatern i Stockholm med de Vesque Maya i rollen som "Colombine" (Mme Herts). Hösten 2019 framfördes Verdis opera La Traviata på samma plats med de Vesque som Violetta Valery.

### Familj
de Vesque är sondotter till Harry Ebert.